# Ripton MacPherson
Ripton Stewart MacPherson (* 16. Mai 1922 in Kingston; † 20. Januar 2011 in Montego Bay) ist ein jamaikanischer Rechtsanwalt und Politiker der People’s National Party (PNP). Er war während der PNP-Regierung von 1972 bis 1980 Speaker of the House des jamaikanischen Repräsentantenhauses.

## Leben und Politik
MacPherson besuchte das Munro College und die Wolmer's School. Ab 1949 war er als Rechtsanwalt tätig, bevor er sich Ende der 1960er stärker der Politik widmete und für öffentliche Ämter kandidierte. 
Zunächst trat MacPherson auf lokaler Ebene an und kandidierte bei den Wahlen zum Parish Council in St. Catherine. Als einer von nur fünf PNP-Kandidaten in diesem Jahr bekam er in seinem Stimmbezirk Spanish Town North-West Division eine Mehrheit. Zwei Jahre später konnte er seinen Wahlerfolg wiederholen und den Stimmenvorsprung ausbauen.
Den ersten Versuch, sich ins Repräsentantenhaus wählen zu lassen, unternahm MacPherson bei den Wahlen im Jahr 1967, unterlag allerdings im Wahlkreis South St. Catherine gegen Victor B. Grant, den Kandidaten der Jamaica Labour Party (JLP). Bei der Wahl von 1972 konnte MacPherson Grant schlagen und zog ins Repräsentantenhaus ein. Die PNP erlangte bei dieser Wahl die Mehrheit und löste die JLP an der Regierung ab. MacPherson wurde Speaker of the House. Bei der Wahl während des Ausnahmezustands 1976 schaffte MacPherson im neugebildeten Wahlkreis South-East St. Catherine den erneuten Einzug ins Unterhaus, wie auch die PNP ihre Regierungsmehrheit verteidigen konnte. MacPherson behielt sein Mandat und war Speaker of the House bis 1980, als er in den politischen Ruhestand ging und nicht zu einer erneuten Wahl antrat. Er war der Bruder von Phyllis MacPherson-Russell, die 1978 die zweite Frau war, die in Jamaika ein Regierungsministeramt bekleidete. 
Von 1991 bis 1993 war MacPherson Präsident der Montego Bay Chamber of Commerce and Industry. Ihm wurde der Order of Distinction, Commander Class, verliehen.
Ripton MacPherson verstarb am 20. Januar 2011 in Montego Bay, er hinterließ Frau und Kinder. Die Beisetzung fand am 5. Februar 2011 statt.